# リディア・シュタイアー
リディア・シュタイアー（英:Lydia Steier、1978年 - ）は、ドイツを拠点に国際的な活躍をしているアメリカのオペラ演出家。彼女は、2016年に批評家から「Best Production of the Year」に選ばれたシュトックハウゼンの『光から木曜日』のスイス初演を演出し、2018年には、ザルツブルク音楽祭のオープニング公演で、モーツァルトの『魔笛』を女性として初めて演出した。

## 経歴
シュタイアーはコネチカット州のハートフォードで生まれた。彼女の祖父母は、ナチスがウィーンに進駐してきたときに、ウィーンを離れてアメリカに移住していた。オハイオ州のオベリン音楽院で舞台演出と声楽を学んだ。2002年にフルブライト留学生としてドイツに渡り、ベルリン・コーミッシェ・オーパーでアシスタントを務めた。
ドイツのワイマール国立歌劇場でレオンカヴァッロの『道化師』とプッチーニの『トゥーランドット』の二本立てを上演し、ドイツラジオ文化局の「Neuentdeckung des Jahres 2009」（今年の発見）を受賞した。また、オルデンブルク国立劇場でヘンデルの『ジュアス・シーザー』を演出し、パスカル・デュサパンの『Perelà, uomo di fumo』を演出してファウスト賞にノミネートされた。2015年にベルリン・コーミッシェ・オーパーでヘンデルの『ジュリオ・シーザー』を演出したとき、彼女はオペラを演出するときのアプローチについてこう語っている。
「私のアイデアを音楽家や歌手にもっともらしく伝えなければなりません。私は歌手でした。私は歌手だったので、歌手と対戦するのではなく、一緒に演奏します。私は歌手だったので、自分の考えを音楽家や歌手にもっともらしく伝えなければなりません。私はヴォーカルで考えるのです｡」
2016年、シュタイアーはバーゼル劇場でカールハインツ・シュトックハウゼンの『光から木曜日』をティトゥス・エンゲルの指揮でスイス初演した。30年ぶりに上演されたこの作品は、オペルンヴェルトの「Aufführung des Jahres」（その年の最優秀作品賞）を受賞した。2017年、シュタイアーはドイツのケルン歌劇場で、クロード・シュニッツラーの指揮でプッチーニの『トゥーランドット』を上演した。ジャン＝リュック・クレールは、2018年にバーゼルで彼女が上演したストラヴィンスキーの『荒くれ者の行進』を「宝石」と呼び、ウィリアム・ホガースの絵画に触発されたこの音楽喜劇で彼女が光と戯れていると評した。
2018年のザルツブルク音楽祭では、コンスタンティノス・カリディスが指揮するモーツァルトの『魔笛』のオープニングプロダクションを手がけた。これは、同音楽祭でこの作品を演出した初めての女性。彼女はこの作品を劇中劇として演出し、クラウス・マリア・ブランダウアーが三人の少年の祖父として語り手を務めた。ル・モンド紙では、マリー＝オード・ルーがこうコメントしている。
「伝統的な演出で栄えるこの象徴的なオペラにあえて挑戦するのは、本当に気の強い人でないとできない。しかし、アメリカ人は...明らかに臆することなく、本物の舞台装置のアイデアを持って挑戦している。」
2018/19シーズンには、セバスティアン・ヴァイグレの指揮で、ストラヴィンスキーの『エディプス王」とチャイコフスキーの最後のオペラ『イオランタ』のダブルビルを上演した。2020年11月には藤倉大の『アルマゲドンの夢』の東京初演の演出を務めた。